# Старцев, Александр Алексеевич
Александр Алексеевич Старцев (род. в 1909 году, хутор Заказарменный ныне Орловского района Орловской области — ум. в 1988 году) — советский военный деятель, полковник. Участник Великой Отечественной войны.

## Биография
По национальности русский.
В ряды Красной Армии вступил 22 сентября 1927 года. Состоял в ВКП(б). Участвовал в советско-финской войне 1939—1940 годов. 7 апреля 1940 года был награждён орденом Красной Звезды за руководство боевыми действиями при прорыве «линии Маннергейма». 
В Великой Отечественной войне принимал участие с 22 июня 1941 года. 16 сентября 1941 года получил легкое ранение. Приблизительно с октября-ноября 1941 года командовал 1023-м стрелковым полком 307-й стрелковой дивизии. Участвовал в обороне подступов к городу Ельцу в районах сел Пищулино и Рогатово Елецкого района, а также в Елецко-Ливенской наступательной операции (6-26.12.41). В апреле-мае 1942 года уже в звании подполковника вместе с полком принимал участие в боях в бассейне Верхней Оки у реки Пруды, а также в сражениях за села Вязоватое и Прудки.
С 11 января по 17 июня 1943 года в звании полковника командовал 143-й стрелковой дивизией, сразу после полковника Курносова Георгия Алексеевича. С 10 августа 1944 года по 9 мая 1945 года полковник Старцев Александр Алексеевич командовал 367-й стрелковой дивизии. 
По данным сайтов «Память народа» и «Подвиг народа» за годы Великой Отечественной войны полковник Старцев А. А. неоднократно награждался орденами СССР. 13 ноября 1944 года Управлением Карельского фронта он был награждён орденом Боевого Красного Знамени.
В наградном листе на полковника Старцева А. А. в частности говорится: «Командуя дивизией (367-й) в наступательных боях по освобождению Карело-Финской ССР на Ухтинском направлении Карельского фронта умело организовал преследование противника…, в результате дивизия успешно выполнила поставленную задачу — вышла на государственную границу с Финляндией. В наступательных боях в октябре месяце 1944 года на Мурманском направлении по освобождению области Петсамо Печенгской области, командуя дивизией, обеспечил выполнение приказа командования по разгрому и преследованию противника. Сломив упорное сопротивление противника, части дивизии овладели никелевыми разработками и рядом населенных пунктов юго-западной части области Петсамо, разгромили и частью уничтожили группировку немецкой армии, захватили трофеи…»
22 февраля 1945 года Управлением 31-го стрелкового корпуса полковник Старцев А. А. также был награждён медалью «За оборону советского Заполярья».
С апреля 1949 по декабрь 1950 года командовал 104-й гвардейской воздушно-десантной дивизией.
1 августа 1986 года приказом министра обороны СССР Старцев Александр Алексеевич был ещё награждён юбилейным орденом Отечественной войны I степени. На тот момент Старцев Александр Алексеевич официально проживал в городе Куйбышеве. О его дальнейшей судьбе ничего неизвестно.
По данным сборника «Елецкий городской краеведческий музей. Путеводитель, Елец 2001.» (стр. 33) после войны полковник А. А. Старцев посещал Елец вместе с генералом Г. А. Курносовым и оставил в музее свою фотографию.